# Sari Multala
Sari Susanna Multala, född 5 juli 1978 i Helsingfors, är en finländsk politiker (Samlingspartiet) och före detta seglare. Hon är Finlands miljö- och klimatminister sedan 2025. Hon var Finlands forsknings- och kulturminister 2023–2025.
Multala omvaldes i riksdagsvalet 2019 med 7 724 röster från Nylands valkrets. I riksdagsvalet 2023 blev hon omvald med 7 208 röster.